# Краевский, Андрей Александрович

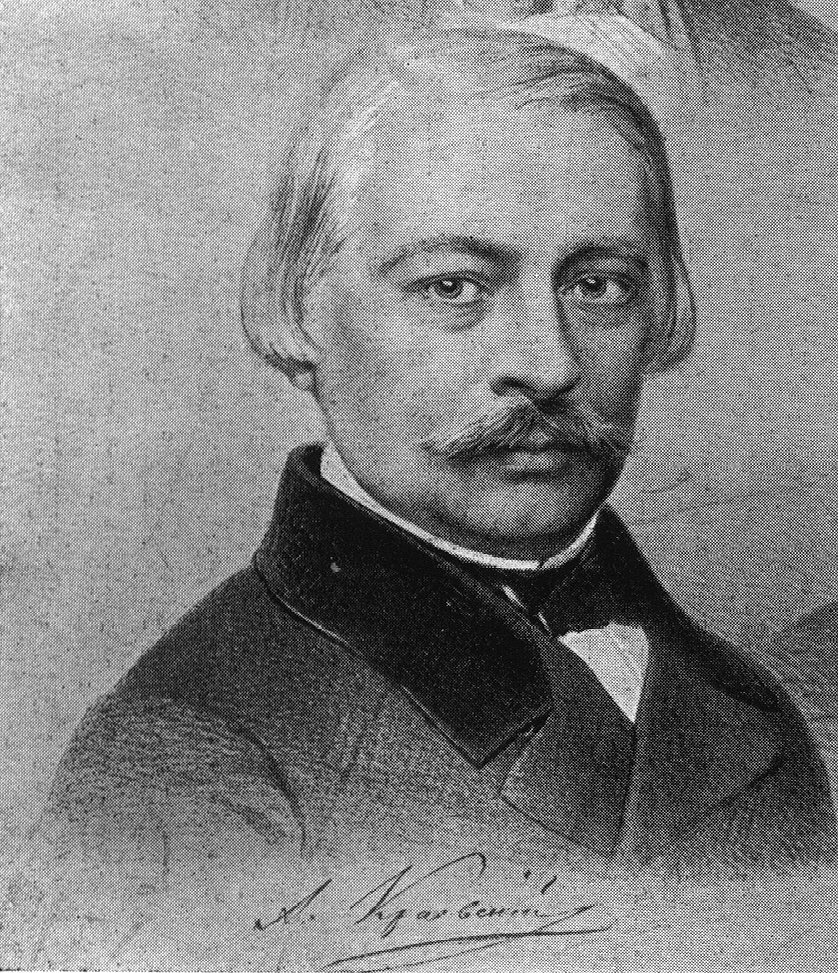
А. А. Краевский, гравированный портрет В. Ф. Тимма из «Русского художественного листка»

Андре́й Алекса́ндрович Крае́вский (1810—1889) — русский издатель, редактор, журналист, педагог; известен как редактор-издатель журнала «Отечественные записки».

## Биография
Внебрачный сын внебрачной дочери екатерининского вельможи, московского обер-полицмейстера Н. П. Архарова, в доме которого получил начальное воспитание (по документам — дворянин, сын отставного майора А. И. Краевского). Учился на нравственно-политическом факультете Московского университета (1823—1828), который окончил со степенью кандидата. По окончании университета служил в Гражданской канцелярии московского генерал-губернатора. Начал публиковать неподписанные и обычно переводные статьи и рецензии. С 1831 года жил в Санкт-Петербурге, совмещая службу в департаменте Министерства народного просвещения с преподавательской деятельностью.

## Литературная и редакторская деятельность

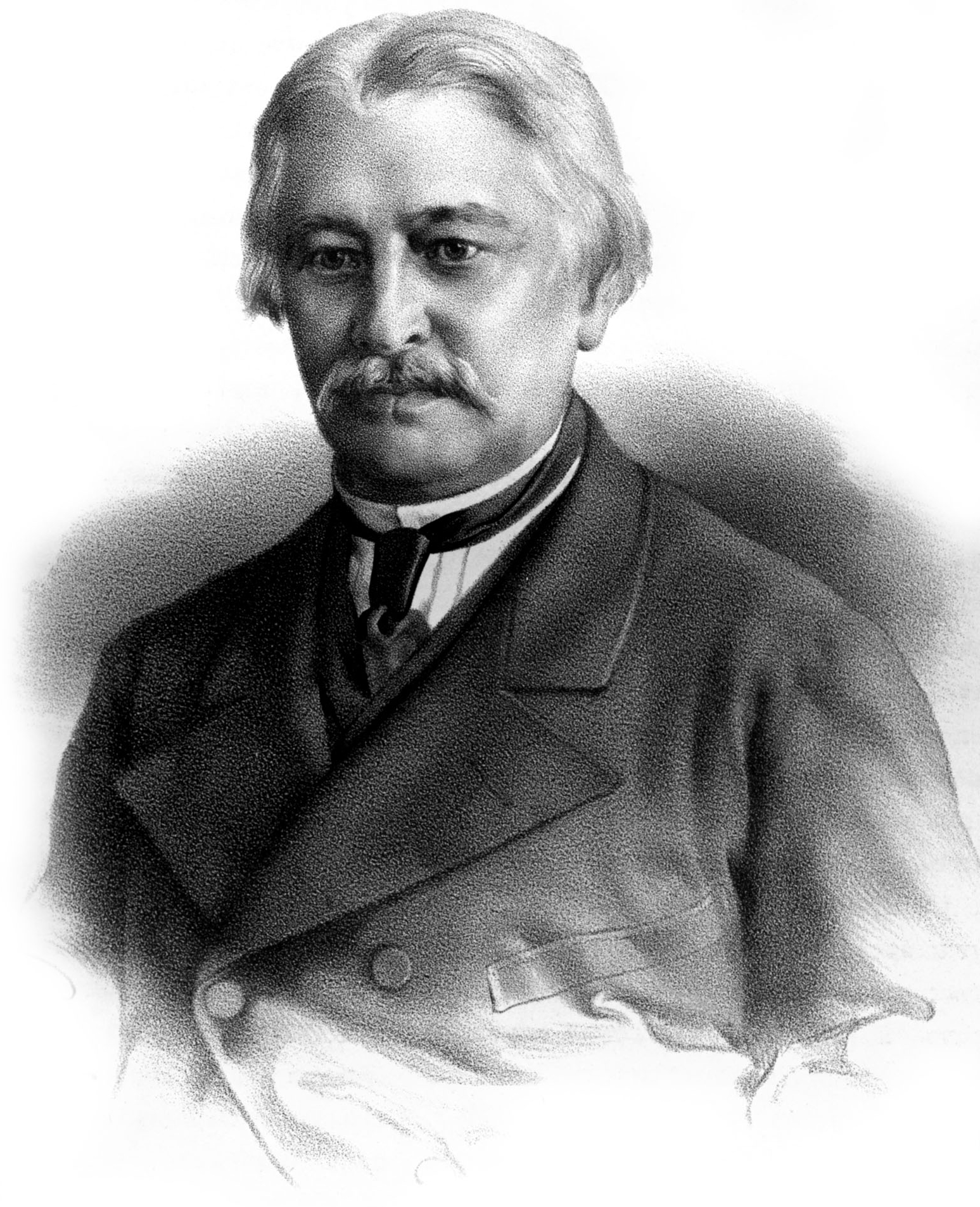
А. Краевский. 1860-е годы.

При содействии В. Ф. Одоевского вошёл в петербургские литературные круги. Сотрудничал в «Журнале Министерства народного просвещения», где вёл раздел «Обозрение газет и журналов». В 1834 году опубликовал «Обозрение русских газет и журналов», в котором приводит мысль о том, что русская журналистика приобретает, наконец, характер самобытного явления, становится мощным двигателем национального культурного развития. С 1835 года — помощник редактора, в 1837 году — редактор журнала. В 1835 году подготовил для четырнадцатого тома «Лексикона Плюшара» статью о Борисе Годунове, но статья не была принята редакцией словаря, и Краевский опубликовал её отдельный брошюрой — «Царь Борис Феодорович Годунов» (1836). Был привлечён П. А. Плетнёвым к изданию журнала «Современник» в качестве технического помощника. После смерти А. С. Пушкина участвовал в разборе бумаг поэта, стал одним из пяти соиздателей «Современника».
Познакомился в 1836 году с М. Ю. Лермонтовым, ввёл его в петербургские литературно-журналистские круги, принимал участие в его прижизненных публикациях. В 1837—1839 годах был редактором газеты «Литературные прибавления к „Русскому инвалиду“» А. Ф. Воейкова; после его смерти стал собственником газеты. Преобразовал её в самостоятельную «Литературную газету». Передал редактирование газеты в 1840 году Ф. А. Кони, в 1844—1849 годах редактировал её сам, с 1849 года передал газету В. Р. Зотову, который с 1847 года вёл в «Литературной газете» отдел критики.
Перевёл с французского языка книгу Антуана Кло-Бея «Египет в прежнем и нынешнем своем состоянии» (СПб.; 1843; часть I; часть II; в оригинале — «Aperçu général sur l’Egypte»; 1840).

## «Отечественные записки»

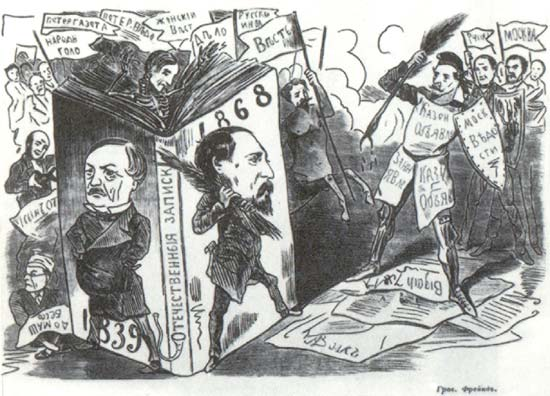
«Новый год в журналистике». Шарж сатирического журнала «Искра» на переход «Отечественных записок» от Краевского к Некрасову.

В 1839 году Краевский стал редактором и издателем журнала «Отечественные записки», первоначально взяв журнал в аренду у П. П. Свиньина. Привлёк к участию в журнале лучших современных писателей и критиков — В. Ф. Одоевского, Е. А. Баратынского, А. Ф. Вельтмана, В. А. Жуковского, П. А. Вяземского, А. В. Кольцова, Н. В. Гоголя, затем ведущего литературного критика В. Г. Белинского и, позднее, — А. И. Герцена, Н. А. Некрасова, Ф. М. Достоевского (с 1846), И. С. Тургенева, И. А. Гончарова.
За читательским и коммерческим успехом в первой половине 1840-х годов последовал спад, связанный с изменениями общественно-политической ситуации в России, с появлением новых журналов и трансформациями прежних изданий («Маяк», «Москвитянин», «Современник», «Русский вестник»), привлекавших к участию сотрудников «Отечественных записок» и отвлекших часть читательской аудитории. В 1860—1867 годах вторым редактором журнала был С. С. Дудышкин, который стал его фактическим руководителем. С декабря 1867 года редактором «Отечественных записок» стал Н. А. Некрасов, к которому в 1868 году перешли и издательские права.

## Поздние годы
Краевский был одним из редакторов газеты «Русский инвалид» (1843—1852), редактором газеты «Санкт-Петербургские ведомости» (1852—1862); предпринимал не осуществлённое в задуманном объёме полное издание романов Вальтера Скотта на русском языке (1845—1846). В 1863 году основал общественно-политическую газету «Голос». Газета выходила по 1883 год, пользовалась успехом (тираж превышал 20 тыс. экз.) и авторитетом, в том числе в европейских странах.
Один из организаторов Общества для пособия нуждающимся литераторам и учёным (1859). В 1866 году вошёл в число учредителей Русского телеграфного агентства (РТА) — первого информационного агентства печати в России. Гласный Санкт-Петербургской городской думы (с 1870 до конца жизни), где руководил рядом комиссий по вопросам народного образования. Завещал средства для учреждения стипендий своего имени в Московском и Санкт-Петербургском университетах.
Скончался 8 августа 1889 года в Павловске, на собственной даче. Похоронен в Петербурге на кладбище Воскресенского Новодевичьего монастыря (Левая часть, Алтарная дорожка, уч. 16); на могиле — кенотаф советской эпохи (установлен в 1970-е годы).

## Адреса в Санкт-Петербурге
- 1836 — Английская набережная, 44 (доходный дом А. В. Старчевского);
- 1836—1843 — Невский проспект, 68, кв. 47 (дом И. Ф. Лопатина);
- 1857—1889 — Литейный проспект, 36, кв. 5 (собственный доходный дом).

## Семья
- Жена— Анна Яковлевна (урождённая Брянская;1817—1842) — актриса, сестра А. Я. Панаевой.
- Дочь — Анна Андреевна (по мужу Фейгина;1842—1880)
- Сын — Александр Андреевич (1840—26.08.1882, Карлсруэ[11]) —писатель, публицист, умер от скоротечной чахотки.
- Сын — Евгений Андреевич (1841—1883),— журналист, сотрудник газеты «Голос»
- Дочь — Ольга Андреевна (по мужу Бильбасова;† 18.09.1918) — жена историка, профессора, литератора Бильбасова Василия Алексеевича (1837—1904).
- Дочь — Лидия Андреевна (по мужу Нагель), замужем за П. А. Нагелем, журналистом газеты «Голос», их сын Андрей Платонович Нагель
- Зять — Василий Алексеевич Бильбасов (1837—1904), главный редактор газеты «Голос»

Анна Яковлевна с дочерью Анной Андреевной похоронены на Митрофаниевском кладбище в Санкт-Петербурге.

## Оценки
Репутация Краевского была противоречивой и двойственной уже при его жизни и на всех этапах деятельности. С одной стороны, ему отдают должное как просветителю, немало сделавшему для развития русской литературной печати и культуры в целом, высоко оценивают его незаурядные организаторские дарования, с другой — считают циничным стяжателем, эксплуатировавшим своих сотрудников, и беспринципным дельцом, легко менявшим ориентации своих изданий в зависимости от конъюнктуры.
Так, по замечанию писателя Панаева, Краевский был рожден, чтобы богатеть на винных откупах, но предпочел богатеть на российской литературе. Однако известны случаи меценатства издателя (см. статью об М. Д. Хмырове), когда ему приходилось выручать буквально погибающих с голода писателей.
Сложные отношения Краевского и Достоевского нашли своё отражение в повести «Слабое сердце», где писатель сатирически вывел журналиста в образе начальника Юлиана Мастаковича, нещадно эксплуатирующего своего подчинённого Шумкова. Основой повести послужил реальный случай с писателем Я. П. Бутковым, выкупленным Краевским от рекрутской повинности и по этой причине вынужденным отрабатывать на кабальных условиях в журнале «Отечественные записки» своим скромным литературным трудом.